# Wayside
Wayside is een kinderanimatieserie die wordt uitgezonden op Nickelodeon, gebaseerd op de serie boeken Wayside School door Louis Sachar.

## Samenvatting
Todd gaat naar een nieuwe school, genaamd Wayside, een school met 30 verdiepingen. Todd komt in de klas van Juf Roos terecht op de 30e verdieping. Maurecia is verliefd op Todd en daarom slaat Maurecia hem aldoor. De lunch wordt gemaakt door Mrs. Mush, die ook rare dingen kookt. Wayside is raarder dan Todd had gedacht.

## Personages
De Engelstalige namen zijn de namen na de schuine streep.
- Louis: De pauzeleider.
- Miss Mush: Geeft les in de ereklas (etage 29) en kookt voor de kinderen in de lunchpauze. Echter zijn haar maaltijden walgelijk.
- Todd: Hoofdrolspeler. Todd is nieuw op Wayside. Hij woont op de Zuidlaarderweg 344. Mr. Kidswatter noemt hem ook altijd naar zijn huisnummer:344 (Of Nummer 344) in sommige afleveringen wordt hij Tom genoemd.
- Maurecia: Het meisje dat verliefd is op Todd en slaat hem daarom altijd keihard. Maurecia houdt van skaten.
- Cindy: Cindy slaapt aldoor tijdens de les van Miss Mush.
- Steven: Steven is altijd gekleed in zijn Halloweenkostuum.
- Myron: Myron wil klassenvertegenwoordiger worden, maar dat lukt niet echt. Hij heeft een bril op. Myron wordt in sommige afleveringen ook Bryan genoemd.
- Miss Jewls: Geeft les in de klas op de 30e verdieping. Haar vader werkt als acrobaat bij het circus. Ze stuurt Tom altijd om onnodige reden 's middags weg met de kleuterbus.
- Mister Kidswatter: Mr. Kidswatter is de directeur van Wayside. Hij heeft op de eerste verdieping zijn directeurskamer. Zijn lievelingskleur is papayapaars, maar zelf is hij bang voor de kinderen en probeert ze ook altijd te ontlopen.
- Dana: Haar leven betekent alleen maar regels.
- Eric, Eric en Eric: Drie broers die houden van rugby.
- Jenny: De vriendin van Maurecia en ze rijdt op motorvormige fiets.
- John: Hij staat op zijn kop. Hij heeft een gebarentaal met zijn voeten.

## Nederlandse stemmen
- Louis: Huub Dikstaal
- Miss Mush: Marjolein Algera
- Todd: Florus van Rooijen
- Maurecia: Cynthia de Graaff
- Cindy: Regina Lieder
- Steven: Huub Dikstaal
- Myron: Ewout Eggink
- Mrs. Jewls: Jannemien Cnossen
- Mr. Kidswatter: Simon Zwiers
- Dana: Lizemijn Libgott
- Eric, Eric en Eric: Huub Dikstaal
- Jenny: Regina Lieder
- John: Martijn Bart

## Afleveringen
Seizoen 1
- Age of Aquarium (Aquarium Angst)
- Best Friendzzz (Vriendzzzchap)
- Be True To Your Elf (Blijf Altijd Je Elf)
- Cabbage, My Boy (Apekool)
- Channel Kidswatter (Kanaal van Gister)
- Class Cow (Klassen Koe)
- Dana Checks Out (Katja gaat weg)
- Daring Love (Gewaagde Liefde)
- Extra Curricular Riddicular (De Krankzinnigste Club)
- Free Stewy (Bevrijd Soepie)
- French Fried (Met de Franse Slag)
- He is It! (Hij is Hem!)
- Honors Class (Ereklas)
- Kidswatter, the Movie (Van Gister, de Film)
- Kindergarten King (Kleuter Koning)
- Louis Gets Some Class (Louis krijgt een aantal klasse)
- Mad Hot (Heet Onder de Voeten)
- Mamaland Blues (Mamaland Blues)
- Mascot Madness (Maffe Mascotte)
- Meet the Pets (Dierendag)
- Music Lessons (Muziekles)
- Mrs. Gorf (Mevrouw Gruw)
- My Biggest Fan (Mijn Grootste Fan)
- My Fluffy Hair (Mijn Haarstukje)
- My Partner Gets All the Credit (Mijn Sportvriendje Wint Altijd)
- Myron V.S. Normy (Brian tegen Barney)
- O,Brother (Grote Broer)
- Oh, Great Leader (Oh, Grote Leider)
- Principles of Principals (De Dag van de Hoofdmeester)
- Pull my Pigtail (Staartje Trek)
- Rat in Shining Armor (Rat op het Witte Paard)
- Safety Monitor (Veiligheidswachter)
- Sideways Protest (Perfect Protest)
- Snow Day (Sneeuwklassengevecht)
- Teacher's Parent Conference (Lerarenavond)
- The Elevator (De Lift)
- The Rat Truth (De Echte Rat)
- Todd and Bull Story (Tom en de Stier)
- Todd Falls in Love (Tom is Verliefd)
- Wayside Christmas (Kerstmis in Wayside)

Seizoen 2
- Dr. Dana (Dokter Katja)
- Imperfect Attendance (Alles Op Zijn Tijd)
- Joe and Fro (Haarbos van Jos)
- Kidswatter's Opus (Van Gister's Meesterwerk)
- Le Race (Le Race)
- Miss Fortune (Miss geluk)
- Myth of Nick (Het Nickverhaal)
- Slow Mo Mo (Trage Maurecia)
- The Final Stretch (Het Laatste Stuk)
- The Note (Het Briefje)
- The Three Erics (De Drie Eriken)
- Upside Down John (Ondersteboven)